# GMA Network
GMA Network Inc. (thường được gọi là GMA) là một công ty truyền thông Philippines có trụ sở tại Diliman, thành phố Quezon. Nó được thành lập vào năm 1950 bởi Robert "Uncle Bob" Stewart. Công ty điều hành một số đài phát thanh và truyền hình ở Philippines, bao gồm GMA, Super Radyo DZBB 594 và Barangay LS 97.1.
Công ty là một công ty giao dịch công khai trên Sở giao dịch chứng khoán Philippines.

## Lịch sử
Nguồn gốc của công ty có thể bắt nguồn từ Loreto F. de Hemedes Inc., được thành lập bởi Robert "Uncle Bob" Stewart, một phóng viên chiến trường người Mỹ. Công ty bắt đầu bằng việc ra mắt đài phát thanh AM đầu tiên ở Manila thông qua DZBB. Nó được phát sóng vào ngày 1 tháng 3 năm 1950, sử dụng tần số 580 kHz của băng tần AM, phát sóng từ Tòa nhà Calvo ở Escolta, Manila. Điểm nổi bật trên đài phát thanh ban đầu của nó là vụ tai nạn máy bay của Tổng thống Ramon Magsaysay ở Núi Manunggal; vụ phun trào núi Hibok-Hibok và các cuộc bầu cử địa phương khác nhau ở Philippines.[5] DZBB trở thành đài phát thanh đầu tiên ở Philippines sử dụng điện thoại để phỏng vấn trực tiếp.
Trong vòng nhiều năm kể từ buổi phát sóng đầu tiên, chiến thắng to lớn của đài và số lượng thính giả ngày càng tăng đã cho thấy rõ việc chuyển sang các cơ sở hiện đại ở EDSA, Thành phố Quezon, công việc được thực hiện vào năm 1959.
Vào ngày 29 tháng 10 năm 1961, công ty ra mắt đài truyền hình đầu tiên, RBS TV Channel 7 sử dụng kênh VHF địa phương 7. Năm 1963, Truyền hình DYSS được ra mắt tại Cebu. Vào ngày 28 tháng 5 năm 1974, công ty được đổi tên thành Republic Broadcasting System Inc. Bộ ba gồm Gilberto Duavit Sr., Menardo Jimenez và Felipe Gozon đã tiếp quản công ty từ Stewart cùng năm.
Năm 1987, GMA trở thành mạng Philippines đầu tiên phát sóng StereoVision đồng thời mở phòng thu trực tiếp cao cấp của họ tại Broadway Centrum. Năm 1988, mạng đã cải thiện đáng kể tín hiệu bằng cách chuyển sang máy phát 777 ft được gọi là Tháp quyền lực. Năm 1992, Quốc hội Philippines đã thông qua luật cho phép mạng này hoạt động thêm 25 năm nữa. Mạng lưới đã ra mắt Vệ tinh Cầu Vồng, cung cấp các chương trình của họ trên toàn quốc và khắp Đông Nam Á. Năm 1996, công ty đổi tên công ty thành GMA Network Inc.
Vào ngày 21 tháng 4 năm 2017, Tổng thống Philippines Rodrigo Duterte đã ký Đạo luật Cộng hòa số 10925, gia hạn giấy phép của GMA Network thêm 25 năm nữa. Luật đã cấp cho GMA Network Inc. quyền nhượng quyền xây dựng, lắp đặt, vận hành và bảo trì các đài phát thanh và đài truyền hình cho mục đích thương mại, bao gồm cả hệ thống truyền hình kỹ thuật số. Nhượng quyền thương mại này bao gồm việc thành lập các cơ sở tương ứng như các trạm chuyển tiếp trên khắp Philippines.

## Nhưng kênh truyên hinh

### Hiện hành
Địa phương:
- GMA
  - DZBB-TV (Manila)
  - DZEA-TV (Dagupan)
  - D-12-ZB-TV (Batangas)
  - DWAI-TV (Naga)
  - DYXX-TV (Iloilo)
  - DYGM-TV (Bacolod)
  - DYSS-TV (Cebu)
  - DXMJ-TV (Davao)
- GTV
  - DWDB-TV (Manila)
- Heart of Asia
- Hallypop
- I Heart Movies
- Pinoy Hits

Quốc tế:
- GMA Pinoy TV
- GMA Life TV
- GMA News TV

### Trước
- Channel V Philippines (đồng sở hữu với STAR TV)
- Citynet Television
- DepEd TV
- Fox Filipino (đồng sở hữu với Công ty Walt Disney)
- GMA News TV (Philippines)
- QTV/Q (đồng sở hữu với ZOE Broadcasting Network)

## Đài phát thanh
- Barangay FM
  - DWLS 97.1 (Manila)
  - DWRA 92.7 (Baguio)
  - DWTL 93.5 (Dagupan)
  - DWWQ 89.3 (Tuguegarao)
  - DWQL 91.1 (Lucena)
  - DYHY 97.5 (Puerto Princesa)
  - DWCW 96.3 (Naga)
  - DYMK 93.5 (Iloilo)
  - DYEN 107.1 (Bacolod)
  - DYRT 99.5 (Cebu)
  - DXLX 100.7 (Cagayan de Oro)
  - DXRV 103.5 (Davao)
  - DXCJ 102.3 (General Santos)
- Super Radyo
  - DZBB 594 (Manila)
  - DZSD 1548 (Dagupan)
  - DYSP 909 (Puerto Princesa)
  - DYSI 1323 (Iloilo)
  - DYSB 1179 (Bacolod)
  - DYSS 999 (Cebu)
  - DXRC 1287 (Zamboanga)
  - DXGM 1125 (Davao)

## Internet
- GMANetwork.com
- GMA News Online
- GMA On Demand
- Kapuso Stream

## Công ty con
- Alta Productions Group, Inc.
- Citynet Network Marketing and Productions
- GMA International
- GMA Network Films, Inc. (GMA Pictures)
- GMA New Media
- Digify, Inc.
  - GMA Affordabox
  - GMA Now
- GMA Worldwide, Inc.
- MediaMerge Corporation
- RGMA Marketing and Productions, Inc.
  - GMA Music
- Scenarios, Inc.
- Script2010, Inc.

## Phân khu
- GMA Entertainment Group
- GMA Integrated News
- GMA Kapuso Foundation
- GMA Public Affairs
- GMA Radio
- GMA Regional TV
- GMA Sports
- Sparkle GMA Artist Center
- Synergy: A GMA Collaboration